# 1億3000万人のSHOWチャンネルの放送日程一覧
1億3000万人のSHOWチャンネルの放送日程一覧（いちおくさんぜんまんにんのショーチャンネルのほうそうにっていいちらん）は、櫻井翔の冠バラエティ番組『1億3000万人のSHOWチャンネル』の放送日程一覧である。

## 放送リスト

### 2021年放送分
| 回 | サブタイトル                               | 放送日   | 企画者・企画ゲスト                                                                                   | 放送内容 | スタジオゲスト                                                          | VTRゲスト                                                                               | 備考                                           |
| -- | ------------------------------------------ | -------- | --- | --- | ----------------------------------------------------------------------- | --------------------------------------------------------------------------------------- | ---------------------------------------------- |
| 1  | 開局2時間SP! 櫻井翔も壮絶挑戦!             | 1月16日  | 櫻井翔                                                                                               | ジャニーズ人生25年の忘れ物バック転ができるようになりたい                                                                                 | 羽鳥慎一（進行） フワちゃん 滝沢カレン 児嶋一哉 小峠英二 ガンバレルーヤ | Snow Man マツコ・デラックス                                                             | 2時間SP（21:00 - 22:54）                       |
| 1  | 開局2時間SP! 櫻井翔も壮絶挑戦!             | 1月16日  | 北川景子                                                                                             | コンプレックスを今夜克服 | 羽鳥慎一（進行） フワちゃん 滝沢カレン 児嶋一哉 小峠英二 ガンバレルーヤ | Snow Man マツコ・デラックス                                                             | 2時間SP（21:00 - 22:54）                       |
| 1  | 開局2時間SP! 櫻井翔も壮絶挑戦!             | 1月16日  | 有働由美子                                                                                           | マツコ・デラックスに一刀両断される私服を改革                                                                                             | 羽鳥慎一（進行） フワちゃん 滝沢カレン 児嶋一哉 小峠英二 ガンバレルーヤ | Snow Man マツコ・デラックス                                                             | 2時間SP（21:00 - 22:54）                       |
| 1  | 開局2時間SP! 櫻井翔も壮絶挑戦!             | 1月16日  | 野口聡一                                                                                             | 宇宙飛行士野口聡一が挑む無重力食リポ | 羽鳥慎一（進行） フワちゃん 滝沢カレン 児嶋一哉 小峠英二 ガンバレルーヤ | Snow Man マツコ・デラックス                                                             | 2時間SP（21:00 - 22:54）                       |
| 1  | 開局2時間SP! 櫻井翔も壮絶挑戦!             | 1月16日  | 児嶋一哉                                                                                             | 言い間違いネタ被害に遭っている一般人のコジマさんを探せ                                                                                   | 羽鳥慎一（進行） フワちゃん 滝沢カレン 児嶋一哉 小峠英二 ガンバレルーヤ | Snow Man マツコ・デラックス                                                             | 2時間SP（21:00 - 22:54）                       |
| 1  | 開局2時間SP! 櫻井翔も壮絶挑戦!             | 1月16日  | チョコレートプラネット                                                                               | 悪い顔選手権 | 羽鳥慎一（進行） フワちゃん 滝沢カレン 児嶋一哉 小峠英二 ガンバレルーヤ | Snow Man マツコ・デラックス                                                             | 2時間SP（21:00 - 22:54）                       |
| 2  |                                            | 1月23日  | 平野紫耀                                                                                             | サバイバル本に書いてあることが本当か確かめたい!                                                                                          | 羽鳥慎一（進行） 小峠英二 チョコレートプラネット                        | 青山テルマ アントニー 植野行雄 クリス松村 ジェシー なかやまきんに君 ふなっしー 渡部陽一 | [ 2 ]                                          |
| 2  | 亀梨和也 ガンバレルーヤ                    | 1月23日  | 野球背面キャッチ                                                                                     | | 羽鳥慎一（進行） 小峠英二 チョコレートプラネット                        | 青山テルマ アントニー 植野行雄 クリス松村 ジェシー なかやまきんに君 ふなっしー 渡部陽一 | [ 2 ]                                          |
| 2  | フワちゃん                                 | 1月23日  | "英語が話せる有名人"が英語劇桃太郎                                                                   | | 羽鳥慎一（進行） 小峠英二 チョコレートプラネット                        | 青山テルマ アントニー 植野行雄 クリス松村 ジェシー なかやまきんに君 ふなっしー 渡部陽一 | [ 2 ]                                          |
| 2  | IKKO                                       | 1月23日  | IKKO、電動キックスケーターを買う。そしてスタジオ大暴走!                                              | | 羽鳥慎一（進行） 小峠英二 チョコレートプラネット                        | 青山テルマ アントニー 植野行雄 クリス松村 ジェシー なかやまきんに君 ふなっしー 渡部陽一 | [ 2 ]                                          |
| 3  |                                            | 1月30日  | 今田耕司                                                                                             | めちゃくちゃいい電動自転車を買ったら…どれだけ急な坂を上れるか?                                                                           | 小峠英二 滝沢カレン 河井ゆずる                                          | オカリナ 椿鬼奴                                                                         | [ 3 ]                                          |
| 3  | 羽鳥慎一                                   | 1月30日  | 魚を華麗にさばいて娘にカッコいいと言われたい!                                                        | | 小峠英二 滝沢カレン 河井ゆずる                                          | オカリナ 椿鬼奴                                                                         | [ 3 ]                                          |
| 3  | 岡田晴恵                                   | 1月30日  | たぶん今、日本で一番受けたい授業「世界の偉人と感染症」                                               | | 小峠英二 滝沢カレン 河井ゆずる                                          | オカリナ 椿鬼奴                                                                         | [ 3 ]                                          |
| 3  | 稲田直樹                                   | 1月30日  | 人生最大のコンプレックス 猫舌を克服したい!                                                           | | 小峠英二 滝沢カレン 河井ゆずる                                          | オカリナ 椿鬼奴                                                                         | [ 3 ]                                          |
| 4  |                                            | 2月6日   | 中条あやみ                                                                                           | 女優のコンプレックス克服企画第2弾婚約発表の直筆FAXをキレイな字で書けるようになりたい!                                                    | 羽鳥慎一（進行） 小峠英二                                               |                                                                                         | [ 4 ]                                          |
| 4  | 櫻井翔                                     | 2月6日   | 1月25日は櫻井局長39回目のバースデー! 自分のバースデーケーキを自力で焼いてお祝いしたい!               | | 羽鳥慎一（進行） 小峠英二                                               |                                                                                         | [ 4 ]                                          |
| 4  | ミルクボーイ                               | 2月6日   | 牛乳をろ過し続けたら透明になる?                                                                      | | 羽鳥慎一（進行） 小峠英二                                               |                                                                                         | [ 4 ]                                          |
| 4  | 生見愛瑠                                   | 2月6日   | ティーンのカリスマ めるるの挑戦…ヘアピンを髪につけた数 日本記録を打ち立てたい!                       | | 羽鳥慎一（進行） 小峠英二                                               |                                                                                         | [ 4 ]                                          |
| 5  |                                            | 2月13日  | 森七菜                                                                                               | 1日で自分の力で釣った魚で何ネタ食べられるか!?                                                                                            | 羽鳥慎一（進行） 小峠英二 京本大我 ジェシー                             |                                                                                         | [ 5 ]                                          |
| 5  | SixTONES                                   | 2月13日  | もう「シックストーンズ」とは言わせない! ストーンを使ってSixTONESの絆を固めよう!                      | | 羽鳥慎一（進行） 小峠英二 京本大我 ジェシー                             |                                                                                         | [ 5 ]                                          |
| 5  | みやぞん                                   | 2月13日  | 19分の1サイズのジェット機を操縦したい!                                                               | | 羽鳥慎一（進行） 小峠英二 京本大我 ジェシー                             |                                                                                         | [ 5 ]                                          |
| 5  | 狩野英孝                                   | 2月13日  | アレルギー持ちの苦労を歌で伝えたい!                                                                  | | 羽鳥慎一（進行） 小峠英二 京本大我 ジェシー                             |                                                                                         | [ 5 ]                                          |
| 6  |                                            | 2月20日  | 相葉雅紀                                                                                             | ランニングマシンでフルマラソンに挑戦! | 羽鳥慎一（進行） 藤田ニコル                                             | 風間俊介 狩野英孝 横山裕 小峠英二 DAIGO 増田明美 河村亮 中島芽生 木原実 くもジロー      | [ 6 ]                                          |
| 6  | 児嶋一哉                                   | 2月20日  | 「児嶋だよ!」言い間違いネタの被害者が集結! 児嶋による コジマのための コジマ特番『みんなコジマだよ!』 | | 羽鳥慎一（進行） 藤田ニコル                                             | 風間俊介 狩野英孝 横山裕 小峠英二 DAIGO 増田明美 河村亮 中島芽生 木原実 くもジロー      | [ 6 ]                                          |
| 6  | フワちゃん                                 | 2月20日  | 「掃除機で雲を吸えるのか?」気球に乗って検証!                                                         | | 羽鳥慎一（進行） 藤田ニコル                                             | 風間俊介 狩野英孝 横山裕 小峠英二 DAIGO 増田明美 河村亮 中島芽生 木原実 くもジロー      | [ 6 ]                                          |
| 6  | 見取り図                                   | 2月20日  | スカイダイビングしながらフリースタイルラップできるか?                                                | | 羽鳥慎一（進行） 藤田ニコル                                             | 風間俊介 狩野英孝 横山裕 小峠英二 DAIGO 増田明美 河村亮 中島芽生 木原実 くもジロー      | [ 6 ]                                          |
| 7  |                                            | 2月27日  | 市川猿之助                                                                                           | 自分がMCの料理番組でプロから料理を習いたい!                                                                                              | 羽鳥慎一（進行） 小峠英二 池田美優 ぺこぱ                               | 平野レミ                                                                                | [ 7 ]                                          |
| 7  | 広瀬香美                                   | 2月27日  | 広瀬香美の歌ってみた新作! 今話題の「うっせぇわ」をスタジオ生披露&熱唱!                               | | 羽鳥慎一（進行） 小峠英二 池田美優 ぺこぱ                               | 平野レミ                                                                                | [ 7 ]                                          |
| 7  | 藤田ニコル                                 | 2月27日  | 自分のインド人ファンは実在するのか確かめたい                                                         | | 羽鳥慎一（進行） 小峠英二 池田美優 ぺこぱ                               | 平野レミ                                                                                | [ 7 ]                                          |
| 8  |                                            | 3月6日   | 渡辺直美                                                                                             | ステイホームで楽しめるリップシンクライブをやりたい!                                                                                      | 羽鳥慎一（進行） 小峠英二 フワちゃん                                    | 武藤敬司 西村瑞樹                                                                       | [ 8 ]                                          |
| 8  | 長州力                                     | 3月6日   | あまり歩かないでいける、日本秘湯旅                                                                   | | 羽鳥慎一（進行） 小峠英二 フワちゃん                                    | 武藤敬司 西村瑞樹                                                                       | [ 8 ]                                          |
| 8  | 岩本照                                     | 3月6日   | コンサートで使える新しいアクロバットを覚えたい                                                       | | 羽鳥慎一（進行） 小峠英二 フワちゃん                                    | 武藤敬司 西村瑞樹                                                                       | [ 8 ]                                          |
| 8  | チョコレートプラネット                     | 3月6日   | 悪い顔選手権第2弾                                                                                    | | 羽鳥慎一（進行） 小峠英二 フワちゃん                                    | 武藤敬司 西村瑞樹                                                                       | [ 8 ]                                          |
| 9  |                                            | 3月13日  | 松岡昌宏                                                                                             | せっかく坊主頭だからお寺で修行して禅を学びたい                                                                                           | 羽鳥慎一（進行） 小峠英二 ミキ                                          |                                                                                         | [ 9 ]                                          |
| 9  | 梅沢富美男                                 | 3月13日  | 話題のラーメン教室で修業したい                                                                       | | 羽鳥慎一（進行） 小峠英二 ミキ                                          |                                                                                         | [ 9 ]                                          |
| 9  | 木村昴                                     | 3月13日  | コーラは何からできているか知りたい                                                                   | | 羽鳥慎一（進行） 小峠英二 ミキ                                          |                                                                                         | [ 9 ]                                          |
| 9  | ハリセンボン                               | 3月13日  | 『じゃねーよ』の人たちに寄せてみたら誰が一番似てるのか?                                              | | 羽鳥慎一（進行） 小峠英二 ミキ                                          |                                                                                         | [ 9 ]                                          |
| 10 |                                            | 3月20日  | ムロツヨシ                                                                                           | 俺のネコさばきを見てほしい!/正しいお風呂の入り方を知りたい/ふぅふぅのとり天をもう一度食べたい!                                           | 羽鳥慎一（進行） 小峠英二 ハリセンボン ぺこぱ                           |                                                                                         | [ 10 ]                                         |
| 10 | 亀梨和也                                   | 3月20日  | 今さらTikTokを人に聞けないのでみんなを巻き込んで学びたい                                             | | 羽鳥慎一（進行） 小峠英二 ハリセンボン ぺこぱ                           |                                                                                         | [ 10 ]                                         |
| 10 | 滝沢カレン みやぞん                        | 3月20日  | ダマされたと思って見てみると意外と頭が良くなるシンポジウム第2弾                                      | | 羽鳥慎一（進行） 小峠英二 ハリセンボン ぺこぱ                           |                                                                                         | [ 10 ]                                         |
| 11 | 春の2HSP!!                                 | 4月10日  | 櫻井翔                                                                                               | ドラマ現場にドヤ顔できる差し入れをしたい!                                                                                                | 羽鳥慎一（進行） 広瀬すず 江口洋介 小峠英二 ガンバレルーヤ ハリセンボン | 勝地涼 中村蒼 富田望生                                                                  | 2時間SP（21:00 - 22:54）                       |
| 11 | 春の2HSP!!                                 | 4月10日  | ローラ                                                                                               | アメリカだとなかなかできないアレを堪能したい/10年我慢してきたアレを食べたい/SHOWチャンネルメンバーと筋肉勝負したい                       | 羽鳥慎一（進行） 広瀬すず 江口洋介 小峠英二 ガンバレルーヤ ハリセンボン | 勝地涼 中村蒼 富田望生                                                                  | 2時間SP（21:00 - 22:54）                       |
| 11 | 春の2HSP!!                                 | 4月10日  | 田中圭                                                                                               | 和菓子のすばらしさを伝える和菓子推進委員会 京都和菓子買い出し弾丸ツアー!                                                                 | 羽鳥慎一（進行） 広瀬すず 江口洋介 小峠英二 ガンバレルーヤ ハリセンボン | 勝地涼 中村蒼 富田望生                                                                  | 2時間SP（21:00 - 22:54）                       |
| 11 | 春の2HSP!!                                 | 4月10日  | 長州力 武藤敬司                                                                                      | 楽して行ける秘湯の旅 第2弾 | 羽鳥慎一（進行） 広瀬すず 江口洋介 小峠英二 ガンバレルーヤ ハリセンボン | 勝地涼 中村蒼 富田望生                                                                  | 2時間SP（21:00 - 22:54）                       |
| 11 | 春の2HSP!!                                 | 4月10日  | チョコレートプラネット                                                                               | 悪い顔選手権第3弾 | 羽鳥慎一（進行） 広瀬すず 江口洋介 小峠英二 ガンバレルーヤ ハリセンボン | 勝地涼 中村蒼 富田望生                                                                  | 2時間SP（21:00 - 22:54）                       |
| 12 |                                            | 4月17日  | 菅田将暉                                                                                             | 俺のキューティクルを取り戻したい/カメラボクシングで戦いたい!                                                                             | 羽鳥慎一（進行） 小峠英二 ぼる塾                                        | 三遊亭小遊三 井上裕介 （NON STYLE）                                                     | [ 12 ]                                         |
| 12 | 神木隆之介                                 | 4月17日  | 逆上がりを成功させて見たことのない景色を見てみたい!                                                  | | 羽鳥慎一（進行） 小峠英二 ぼる塾                                        | 三遊亭小遊三 井上裕介 （NON STYLE）                                                     | [ 12 ]                                         |
| 12 | 仲野太賀                                   | 4月17日  | 芸能界の卓球王になりたい                                                                             | | 羽鳥慎一（進行） 小峠英二 ぼる塾                                        | 三遊亭小遊三 井上裕介 （NON STYLE）                                                     | [ 12 ]                                         |
| 13 |                                            | 4月24日  | イモトアヤコ                                                                                         | 猪のハンドクリームを作りたい!/宣材写真を撮り直したい/ふるさとイーツ                                                                      | 羽鳥慎一（進行） 小峠英二                                               | みやぞん 川合俊一 カンニング竹山 DJ松永 （Creepy Nuts） 増田貴久 （NEWS）               | [ 13 ]                                         |
| 13 | 森山直太朗                                 | 4月24日  | ピザトラの旅                                                                                         | | 羽鳥慎一（進行） 小峠英二                                               | みやぞん 川合俊一 カンニング竹山 DJ松永 （Creepy Nuts） 増田貴久 （NEWS）               | [ 13 ]                                         |
| 13 | 北乃きい                                   | 4月24日  | 潔癖症の会                                                                                           | | 羽鳥慎一（進行） 小峠英二                                               | みやぞん 川合俊一 カンニング竹山 DJ松永 （Creepy Nuts） 増田貴久 （NEWS）               | [ 13 ]                                         |
| 14 | どうぶつ園×授業×SHOWチャンネル 3番組合体SP | 5月1日   | 上田晋也                                                                                             | 櫻井翔&上田晋也のピザトラの旅 | 羽鳥慎一（進行） 小峠英二 チョコレートプラネット ハリセンボン           | 八代亜紀 前田敦子 渋谷凪咲 （NMB48）                                                    | [ 14 ]                                         |
| 14 | どうぶつ園×授業×SHOWチャンネル 3番組合体SP | 5月1日   | 有村架純                                                                                             | 大好きなチョコレートプラネットの悪い顔選手権をやってみたい!/ふるさとイーツ                                                               | 羽鳥慎一（進行） 小峠英二 チョコレートプラネット ハリセンボン           | 八代亜紀 前田敦子 渋谷凪咲 （NMB48）                                                    | [ 14 ]                                         |
| 14 | どうぶつ園×授業×SHOWチャンネル 3番組合体SP | 5月1日   | 古川琴音                                                                                             | 大縄跳びジェスチャーゲームがやりたい! | 羽鳥慎一（進行） 小峠英二 チョコレートプラネット ハリセンボン           | 八代亜紀 前田敦子 渋谷凪咲 （NMB48）                                                    | [ 14 ]                                         |
| 14 | どうぶつ園×授業×SHOWチャンネル 3番組合体SP | 5月1日   | お酢ドバドバの会                                                                                     | | 羽鳥慎一（進行） 小峠英二 チョコレートプラネット ハリセンボン           | 八代亜紀 前田敦子 渋谷凪咲 （NMB48）                                                    | [ 14 ]                                         |
| 15 |                                            | 5月8日   | 遠藤憲一                                                                                             | 役者として泳ぐシーンができるようになりたい/オーケストラの楽曲を作曲したい!                                                               | 羽鳥慎一（進行） 小峠英二 ハリセンボン フワちゃん                       |                                                                                         | 『24時間テレビ』のメインパーソナリティーを発表 |
| 16 |                                            | 5月15日  | 平野紫耀                                                                                             | ドリフトができるようになりたい /僕の特技をぜひ見てほしい!                                                                                | 羽鳥慎一（進行） 小峠英二 ハリセンボン 吉村崇                           | 阿部祐二 クリスタルケイ 小島よしお 中島裕翔 （Hey!Say!JUMP） LiLiCo                     | [ 16 ]                                         |
| 16 | 村方乃々佳                                 | 5月15日  | 得意のトランポリンを見てほしい/得意の洗濯物たたみを教えたい/スタジオで歌いたい                       | | 羽鳥慎一（進行） 小峠英二 ハリセンボン 吉村崇                           | 阿部祐二 クリスタルケイ 小島よしお 中島裕翔 （Hey!Say!JUMP） LiLiCo                     | [ 16 ]                                         |
| 16 | フワちゃん                                 | 5月15日  | 英語が話せる有名人と英語劇をやりたい!第2弾                                                           | | 羽鳥慎一（進行） 小峠英二 ハリセンボン 吉村崇                           | 阿部祐二 クリスタルケイ 小島よしお 中島裕翔 （Hey!Say!JUMP） LiLiCo                     | [ 16 ]                                         |
| 17 |                                            | 5月22日  | 大島優子                                                                                             | 10年越しの夢 バック転を成功させたい！/アングリーゲーム                                                                                   | 羽鳥慎一（進行） 小峠英二 ハリセンボン 吉村崇 なすなかにし              | 井戸田潤 千賀健永 （Kis-My-Ft2） ゆうたろう                                             | [ 17 ]                                         |
| 17 | いとうあさこ 柄本時生                      | 5月22日  | ピザトラ旅                                                                                           | | 羽鳥慎一（進行） 小峠英二 ハリセンボン 吉村崇 なすなかにし              | 井戸田潤 千賀健永 （Kis-My-Ft2） ゆうたろう                                             | [ 17 ]                                         |
| 17 | MattRose                                   | 5月22日  | 美容男子の会                                                                                         | | 羽鳥慎一（進行） 小峠英二 ハリセンボン 吉村崇 なすなかにし              | 井戸田潤 千賀健永 （Kis-My-Ft2） ゆうたろう                                             | [ 17 ]                                         |
| 18 |                                            | 5月29日  | 出川哲朗                                                                                             | 若者に人気の曲を歌えるようになりたい/タップダンスをいっそ特技にしたい!/ふるさとイーツ                                                    | 羽鳥慎一（進行） 小峠英二 ハリセンボン 池田美優                         | 青山テルマ 品川祐 野々村友紀子 藤本美貴                                                 | [ 18 ]                                         |
| 18 | 別所哲也                                   | 5月29日  | せっかちの会                                                                                         | | 羽鳥慎一（進行） 小峠英二 ハリセンボン 池田美優                         | 青山テルマ 品川祐 野々村友紀子 藤本美貴                                                 | [ 18 ]                                         |
| 19 |                                            | 6月5日   | 長州力 武藤敬司                                                                                      | 楽して行ける秘湯の旅第3弾 | 羽鳥慎一（進行） 小峠英二 今田美桜 長州力 武藤敬司 景井ひな             |                                                                                         | [ 19 ]                                         |
| 19 | 今さら聞けないTikTok講座                   | 6月5日   | | | 羽鳥慎一（進行） 小峠英二 今田美桜 長州力 武藤敬司 景井ひな             |                                                                                         | [ 19 ]                                         |
| 19 | 今田美桜 石原さとみ                        | 6月5日   | 話題のフードコーディネーターにレシピを教わりたい!                                                    | | 羽鳥慎一（進行） 小峠英二 今田美桜 長州力 武藤敬司 景井ひな             |                                                                                         | [ 19 ]                                         |
| 20 |                                            | 6月12日  | 橋本環奈                                                                                             | 橋本環奈が食べたい! 今夜の晩ごはん/スマホカメラの腕を上げたい/ギネス世界記録に挑戦                                                       | 羽鳥慎一（進行） 吉村崇 橋本環奈 見取り図 織田信成                      | 青山テルマ Crystal Kay                                                                  | [ 20 ]                                         |
| 20 | アンミカ フワちゃん                        | 6月12日  | アンミカ軍団ピザトラの旅                                                                             | | 羽鳥慎一（進行） 吉村崇 橋本環奈 見取り図 織田信成                      | 青山テルマ Crystal Kay                                                                  | [ 20 ]                                         |
| 21 |                                            | 6月19日  | 松下洸平                                                                                             | 一度でいいからボーリングでストライクをとってハイタッチしてみたい!/松下洸平が食べたい! 今夜の晩ごはん/披露する機会がない特技を披露したい! | 羽鳥慎一（進行） 小峠英二 吉村崇 見取り図                               | 相田翔子 安藤なつ（メイプル超合金） 眞鍋かをり 横山だいすけ                             | [ 21 ]                                         |
| 21 | 滝沢カレン                                 | 6月19日  | チーズの会                                                                                           | | 羽鳥慎一（進行） 小峠英二 吉村崇 見取り図                               | 相田翔子 安藤なつ（メイプル超合金） 眞鍋かをり 横山だいすけ                             | [ 21 ]                                         |
| 21 | MEGUMI ナヲ（マキシマムザホルモン）        | 6月19日  | ピザトラの旅                                                                                         | | 羽鳥慎一（進行） 小峠英二 吉村崇 見取り図                               | 相田翔子 安藤なつ（メイプル超合金） 眞鍋かをり 横山だいすけ                             | [ 21 ]                                         |
| 22 | 夏の2時間スペシャル                        | 6月26日  | 櫻井翔                                                                                               | 2週間のサックスチャレンジ/サックスの会                                                                                                   | 羽鳥慎一（進行） 小峠英二 ガンバレルーヤ 水卜麻美 みやぞん              | 武田真治 さかなクン 井戸田潤 藤井尚之 八代亜紀                                          | 2時間SP（21:00 - 22:54）                       |
| 22 | 夏の2時間スペシャル                        | 6月26日  | 横山裕                                                                                               | ジャニーズメンバー絶賛の"きみちゃん鍋"を食べたい!/ギネス世界記録へ挑戦                                                                   | 羽鳥慎一（進行） 小峠英二 ガンバレルーヤ 水卜麻美 みやぞん              | 武田真治 さかなクン 井戸田潤 藤井尚之 八代亜紀                                          | 2時間SP（21:00 - 22:54）                       |
| 22 | 夏の2時間スペシャル                        | 6月26日  | ハラミちゃん                                                                                         | 演歌歌手とコラボしたい | 羽鳥慎一（進行） 小峠英二 ガンバレルーヤ 水卜麻美 みやぞん              | 武田真治 さかなクン 井戸田潤 藤井尚之 八代亜紀                                          | 2時間SP（21:00 - 22:54）                       |
| 22 | 夏の2時間スペシャル                        | 6月26日  | 市川猿之助 三宅健                                                                                    | 大の仲良し2人のピザトラ旅 | 羽鳥慎一（進行） 小峠英二 ガンバレルーヤ 水卜麻美 みやぞん              | 武田真治 さかなクン 井戸田潤 藤井尚之 八代亜紀                                          | 2時間SP（21:00 - 22:54）                       |
| 22 | 夏の2時間スペシャル                        | 6月26日  | 田中圭                                                                                               | 和菓子推進委員会 第2弾 | 羽鳥慎一（進行） 小峠英二 ガンバレルーヤ 水卜麻美 みやぞん              | 武田真治 さかなクン 井戸田潤 藤井尚之 八代亜紀                                          | 2時間SP（21:00 - 22:54）                       |
| 22 | 夏の2時間スペシャル                        | 6月26日  | 長州力 武藤敬司                                                                                      | 楽して行ける秘湯の旅 第4弾 | 羽鳥慎一（進行） 小峠英二 ガンバレルーヤ 水卜麻美 みやぞん              | 武田真治 さかなクン 井戸田潤 藤井尚之 八代亜紀                                          | 2時間SP（21:00 - 22:54）                       |
| 22 | 夏の2時間スペシャル                        | 6月26日  | チョコレートプラネット                                                                               | 悪い顔選手権 | 羽鳥慎一（進行） 小峠英二 ガンバレルーヤ 水卜麻美 みやぞん              | 武田真治 さかなクン 井戸田潤 藤井尚之 八代亜紀                                          | 2時間SP（21:00 - 22:54）                       |
| 23 |                                            | 7月10日  | 梅沢富美男                                                                                           | 最高のおにぎりの握り方を学びたい!/ゴルファー梅沢 水切りショットができるようになりたい!                                                   | 羽鳥慎一（進行） 吉村崇 見取り図                                        | ハイヒール・モモコ 大島美幸（森三中） 横澤夏子                                          | [ 23 ]                                         |
| 23 | 増田貴久                                   | 7月10日  | 世界に一足だけのスニーカーを櫻井局長にプレゼントしたい                                               | | 羽鳥慎一（進行） 吉村崇 見取り図                                        | ハイヒール・モモコ 大島美幸（森三中） 横澤夏子                                          | [ 23 ]                                         |
| 23 | ギャル曽根                                 | 7月10日  | 便利グッズの会                                                                                       | | 羽鳥慎一（進行） 吉村崇 見取り図                                        | ハイヒール・モモコ 大島美幸（森三中） 横澤夏子                                          | [ 23 ]                                         |
| 24 |                                            | 7月17日  | かまいたち                                                                                           | 巨大な肉を焼いて、切れ味のいいナイフで切ってみんなで食べたい!/櫻井翔に奇跡のマジックを見せたい!                                          | 小峠英二 吉村崇 見取り図                                                | 尾上松也 栗原類 真壁刀義 王林                                                           | [ 注 1 ] [ 25 ]                                |
| 24 | 織田信成                                   | 7月17日  | 生クリームの会                                                                                       | | 小峠英二 吉村崇 見取り図                                                | 尾上松也 栗原類 真壁刀義 王林                                                           | [ 注 1 ] [ 25 ]                                |
| 24 | 羽鳥慎一・藤田ニコル                       | 7月17日  | ピザトラの旅                                                                                         | | 小峠英二 吉村崇 見取り図                                                | 尾上松也 栗原類 真壁刀義 王林                                                           | [ 注 1 ] [ 25 ]                                |
| 25 |                                            | 7月24日  | 指原莉乃                                                                                             | 大好きな乃々佳ちゃんのバックダンサーをやりたい!/指原莉乃が食べたい! 今夜の晩ごはん                                                       | 羽鳥慎一（進行） 小峠英二 児嶋一哉                                      | 村方乃々佳 フワちゃん                                                                   | [ 26 ]                                         |
| 25 | ガンバレルーヤ                             | 7月24日  | めちゃくちゃ当たると評判の占い師に占ってもらいたい                                                   | | 羽鳥慎一（進行） 小峠英二 児嶋一哉                                      | 村方乃々佳 フワちゃん                                                                   | [ 26 ]                                         |
| 26 |                                            | 8月14日  | 櫻井翔 MISIA                                                                                         | ピザドラの旅 | 羽鳥慎一（進行） 小峠英二                                               |                                                                                         | [ 27 ]                                         |
| 26 | King & Prince                              | 8月14日  | 開催! オレが一番選手権!/ギネス世界記録を出したい!                                                    | | 羽鳥慎一（進行） 小峠英二                                               |                                                                                         | [ 27 ]                                         |
| 27 |                                            | 8月28日  | 生田斗真                                                                                             | 生田斗真の人生チャート/生田憧れの武藤敬司をかっこよく撮ってインスタにアップしたい!                                                       | 羽鳥慎一（進行） 小峠英二 吉村崇 フワちゃん                             | 長州力 武藤敬司 的場浩司 森泉 井上裕介 鬼龍院翔                                         | [ 28 ]                                         |
| 27 | 桜井日奈子                                 | 8月28日  | パンの会                                                                                             | | 羽鳥慎一（進行） 小峠英二 吉村崇 フワちゃん                             | 長州力 武藤敬司 的場浩司 森泉 井上裕介 鬼龍院翔                                         | [ 28 ]                                         |
| 28 |                                            | 9月4日   | 桐谷健太                                                                                             | 桐谷健太の人生チャート | 羽鳥慎一（進行） 小峠英二 児嶋一哉 いとうあさこ                         |                                                                                         | [ 29 ]                                         |
| 28 | 長州力 武藤敬司                            | 9月4日   | 長州力&武藤敬司の楽して行ける秘湯の旅第5弾!                                                          | | 羽鳥慎一（進行） 小峠英二 児嶋一哉 いとうあさこ                         |                                                                                         | [ 29 ]                                         |
| 28 | 菊池風磨（Sexy Zone）                      | 9月4日   | 今こそバスケキャラを売りたい                                                                         | | 羽鳥慎一（進行） 小峠英二 児嶋一哉 いとうあさこ                         |                                                                                         | [ 29 ]                                         |
| 29 |                                            | 9月11日  | 長嶋一茂                                                                                             | 長嶋一茂の人生チャート | 羽鳥慎一（進行） 小峠英二 吉村崇 児嶋一哉 いとうあさこ                  |                                                                                         | [ 30 ]                                         |
| 29 | ムロツヨシ                                 | 9月11日  | 東京オリンピックで使われた最新映像技術を学びたい!                                                    | | 羽鳥慎一（進行） 小峠英二 吉村崇 児嶋一哉 いとうあさこ                  |                                                                                         | [ 30 ]                                         |
| 30 |                                            | 9月18日  | 森星                                                                                                 | 森星の人生チャート | 羽鳥慎一（進行） 小峠英二 吉村崇 いとうあさこ                           |                                                                                         | [ 31 ]                                         |
| 30 | 田中圭                                     | 9月18日  | あの味を完全再現! 名店レシピ                                                                         | | 羽鳥慎一（進行） 小峠英二 吉村崇 いとうあさこ                           |                                                                                         | [ 31 ]                                         |
| 31 | 秋の2時間スペシャル                        | 10月9日  | 鈴木亮平                                                                                             | 鈴木亮平の人生チャート | 羽鳥慎一（進行） 小峠英二 吉村崇 児嶋一哉 いとうあさこ ハリセンボン     | 水谷隼 張本智和 髙田真希 赤穂ひまわり 見延和靖 山田優                                   | 2時間SP（21:00 - 22:54）                       |
| 31 | 秋の2時間スペシャル                        | 10月9日  | 東京オリンピック・メダリスト大集合!                                                                  | | 羽鳥慎一（進行） 小峠英二 吉村崇 児嶋一哉 いとうあさこ ハリセンボン     | 水谷隼 張本智和 髙田真希 赤穂ひまわり 見延和靖 山田優                                   | 2時間SP（21:00 - 22:54）                       |
| 31 | 秋の2時間スペシャル                        | 10月9日  | 長州力 武藤敬司                                                                                      | 爆笑温泉旅in伊豆大島編! | 羽鳥慎一（進行） 小峠英二 吉村崇 児嶋一哉 いとうあさこ ハリセンボン     | 水谷隼 張本智和 髙田真希 赤穂ひまわり 見延和靖 山田優                                   | 2時間SP（21:00 - 22:54）                       |
| 31 | 秋の2時間スペシャル                        | 10月9日  | 亀梨和也                                                                                             | 日本一焼肉を焼くのがうまいと噂のおじさんが焼いた焼肉を食べてみたい                                                                       | 羽鳥慎一（進行） 小峠英二 吉村崇 児嶋一哉 いとうあさこ ハリセンボン     | 水谷隼 張本智和 髙田真希 赤穂ひまわり 見延和靖 山田優                                   | 2時間SP（21:00 - 22:54）                       |
| 31 | 秋の2時間スペシャル                        | 10月9日  | 岸優太                                                                                               | 食べログ1位のお店に行ってみたい! | 羽鳥慎一（進行） 小峠英二 吉村崇 児嶋一哉 いとうあさこ ハリセンボン     | 水谷隼 張本智和 髙田真希 赤穂ひまわり 見延和靖 山田優                                   | 2時間SP（21:00 - 22:54）                       |
| 31 | 秋の2時間スペシャル                        | 10月9日  | 岡本知高                                                                                             | スタジオ生歌披露! | 羽鳥慎一（進行） 小峠英二 吉村崇 児嶋一哉 いとうあさこ ハリセンボン     | 水谷隼 張本智和 髙田真希 赤穂ひまわり 見延和靖 山田優                                   | 2時間SP（21:00 - 22:54）                       |
| 32 |                                            | 10月16日 | | 中華の名店のあの味を完全再現! 名店レシピ                                                                                                 | 羽鳥慎一（進行） 小峠英二 吉村崇 大久保佳代子 すゑひろがりず みやぞん   | 柳楽優弥 加藤シゲアキ                                                                   | [ 33 ]                                         |
| 32 | 杏                                         | 10月16日 | 杏の人生チャート                                                                                     | | 羽鳥慎一（進行） 小峠英二 吉村崇 大久保佳代子 すゑひろがりず みやぞん   | 柳楽優弥 加藤シゲアキ                                                                   | [ 33 ]                                         |
| 32 | 山田涼介                                   | 10月16日 | さんまの神様が焼いたさんまの塩焼きを食べてみたい!                                                    | | 羽鳥慎一（進行） 小峠英二 吉村崇 大久保佳代子 すゑひろがりず みやぞん   | 柳楽優弥 加藤シゲアキ                                                                   | [ 33 ]                                         |
| 33 |                                            | 10月23日 | 今田耕司                                                                                             | 名店のあの味を完全再現! 名店レシピ | 羽鳥慎一（進行） 小峠英二 滝沢カレン 丸山桂里奈                         |                                                                                         | [ 34 ]                                         |
| 33 | ヒロミ                                     | 10月23日 | ヒロミの人生チャート                                                                                 | | 羽鳥慎一（進行） 小峠英二 滝沢カレン 丸山桂里奈                         |                                                                                         | [ 34 ]                                         |
| 33 | 風間俊介                                   | 10月23日 | 風間俊介記者が取材! 「うなぎの神様が焼いたうなぎをみんなに食べさせたい!」                            | | 羽鳥慎一（進行） 小峠英二 滝沢カレン 丸山桂里奈                         |                                                                                         | [ 34 ]                                         |
| 34 |                                            | 10月30日 | 小峠英二                                                                                             | 新宿の3D猫を小峠にしたい! | 羽鳥慎一（進行） 吉村崇 IKKO 池田美優                                   | 永野芽郁                                                                                | [ 35 ]                                         |
| 34 | 葉加瀬太郎                                 | 10月30日 | 葉加瀬太郎の人生チャート                                                                             | | 羽鳥慎一（進行） 吉村崇 IKKO 池田美優                                   | 永野芽郁                                                                                | [ 35 ]                                         |
| 34 | 名店のあの味を完全再現! 名店レシピ         | 10月30日 | | | 羽鳥慎一（進行） 吉村崇 IKKO 池田美優                                   | 永野芽郁                                                                                | [ 35 ]                                         |
| 35 |                                            | 11月6日  | なにわ男子                                                                                           | なにわ男子のグループチャート | 羽鳥慎一（進行） 小峠英二 吉村崇 いとうあさこ 銀シャリ                  | 川島海荷 トリンドル玲奈 友近 ギャル曽根 ゆめっち                                        | [ 36 ]                                         |
| 35 | 春風亭昇太                                 | 11月6日  | 日本全国缶詰の会                                                                                     | | 羽鳥慎一（進行） 小峠英二 吉村崇 いとうあさこ 銀シャリ                  | 川島海荷 トリンドル玲奈 友近 ギャル曽根 ゆめっち                                        | [ 36 ]                                         |
| 36 |                                            | 11月13日 | 的場浩司                                                                                             | 西島秀俊参戦! 男だらけの「モンブランの会」                                                                                               | 羽鳥慎一（進行） 小峠英二 吉村崇 いとうあさこ                           | 三宅健 西島秀俊 秋川雅史 原田龍二 藤本敏史                                              | [ 37 ]                                         |
| 36 | 市川猿之助                                 | 11月13日 | 市川猿之助の人生チャート                                                                             | | 羽鳥慎一（進行） 小峠英二 吉村崇 いとうあさこ                           | 三宅健 西島秀俊 秋川雅史 原田龍二 藤本敏史                                              | [ 37 ]                                         |
| 37 |                                            | 11月20日 | 長州力 武藤敬司                                                                                      | 日本全国 長州・武藤の珍道中 | 羽鳥慎一（進行） 小峠英二 吉村崇 IKKO 池田美優                          | ファーストサマーウイカ                                                                  | [ 38 ]                                         |
| 37 | みやぞん                                   | 11月20日 | 日本全国神様シリーズ「マグロの神様」                                                                 | | 羽鳥慎一（進行） 小峠英二 吉村崇 IKKO 池田美優                          | ファーストサマーウイカ                                                                  | [ 38 ]                                         |
| 37 | 名店のあの味を完全再現! 名店レシピ         | 11月20日 | | | 羽鳥慎一（進行） 小峠英二 吉村崇 IKKO 池田美優                          | ファーストサマーウイカ                                                                  | [ 38 ]                                         |
| 38 |                                            | 11月27日 | 風間俊介                                                                                             | 日本全国神様シリーズ「世界中からオファーが殺到! 料理撮影の神様集団に潜入」                                                               | 羽鳥慎一（進行） いとうあさこ IKKO U字工事                              |                                                                                         | [ 39 ]                                         |
| 38 | 滝沢カレン                                 | 11月27日 | 日本全国神様シリーズ「ポテトサラダの神様」                                                           | | 羽鳥慎一（進行） いとうあさこ IKKO U字工事                              |                                                                                         | [ 39 ]                                         |
| 38 | ナイツ                                     | 11月27日 | ナイツの漫才チャート                                                                                 | | 羽鳥慎一（進行） いとうあさこ IKKO U字工事                              |                                                                                         | [ 39 ]                                         |
| 39 |                                            | 12月4日  | 北村匠海                                                                                             | 名店のあの味を完全再現! 名店レシピ | 羽鳥慎一（進行） 吉村崇 いとうあさこ 土田晃之 藤森慎吾 池田美優         |                                                                                         | [ 40 ]                                         |
| 39 | 田中裕二                                   | 12月4日  | 田中裕二の人生チャート                                                                               | | 羽鳥慎一（進行） 吉村崇 いとうあさこ 土田晃之 藤森慎吾 池田美優         |                                                                                         | [ 40 ]                                         |
| 40 |                                            | 12月11日 | 田中圭                                                                                               | 日本全国 田中圭の弾丸シリーズ「1日で九州の3大名湯を満喫したい!」                                                                         | 羽鳥慎一（進行） 小峠英二 いとうあさこ 吉村崇 萬田久子 高橋真麻         |                                                                                         | [ 41 ]                                         |
| 40 | 中丸雄一                                   | 12月11日 | 日本全国神様シリーズ「かにの神様」                                                                   | | 羽鳥慎一（進行） 小峠英二 いとうあさこ 吉村崇 萬田久子 高橋真麻         |                                                                                         | [ 41 ]                                         |
| 40 | 石原良純                                   | 12月11日 | 石原良純の人生チャート                                                                               | | 羽鳥慎一（進行） 小峠英二 いとうあさこ 吉村崇 萬田久子 高橋真麻         |                                                                                         | [ 41 ]                                         |
| 41 |                                            | 12月18日 | 照ノ富士                                                                                             | 名店のあの味を完全再現! 名店レシピ | 羽鳥慎一（進行） 小峠英二 いとうあさこ 吉村崇 ハリセンボン              |                                                                                         | [ 42 ]                                         |
| 41 | 亀梨和也                                   | 12月18日 | 日本全国神様シリーズ 「貝の神様」                                                                    | | 羽鳥慎一（進行） 小峠英二 いとうあさこ 吉村崇 ハリセンボン              |                                                                                         | [ 42 ]                                         |
| 41 | 窪田正孝                                   | 12月18日 | 窪田正孝の人生チャート                                                                               | | 羽鳥慎一（進行） 小峠英二 いとうあさこ 吉村崇 ハリセンボン              |                                                                                         | [ 42 ]                                         |

### 2022年放送分
| 回 | サブタイトル                                                           | 放送日   | 企画者・企画ゲスト                                                                   | 放送内容 | スタジオゲスト | VTRゲスト                                        | 備考                            |
| -- | ---------------------------------------------------------------------- | -------- | ------------------------------------------------------------------------------------ | --- | --- | ------------------------------------------------ | ------------------------------- |
| 42 |                                                                        | 1月15日  | みやぞん                                                                             | 日本全国神様シリーズ 「ブリの神様」                                                                                 | 羽鳥慎一（進行） 小峠英二 吉村崇 児嶋一哉 池田美優 |                                                  | [ 43 ]                          |
| 42 | EXIT                                                                   | 1月15日  | EXITの事件簿チャート                                                                 | | 羽鳥慎一（進行） 小峠英二 吉村崇 児嶋一哉 池田美優 |                                                  | [ 43 ]                          |
| 42 | 森七菜                                                                 | 1月15日  | 名店のあの味を完全再現! 名店レシピ                                                   | | 羽鳥慎一（進行） 小峠英二 吉村崇 児嶋一哉 池田美優 |                                                  | [ 43 ]                          |
| 43 |                                                                        | 1月22日  | 新庄剛志                                                                             | 新庄剛志が超有名ハンバーグ店の味を完全再現                                                                          | 羽鳥慎一（進行） 吉村崇 児嶋一哉 いとうあさこ 小杉竜一 池田美優 |                                                  | [ 44 ]                          |
| 43 | 藤原竜也                                                               | 1月22日  | 藤原竜也の人生チャート                                                               | | 羽鳥慎一（進行） 吉村崇 児嶋一哉 いとうあさこ 小杉竜一 池田美優 |                                                  | [ 44 ]                          |
| 43 | 風間俊介                                                               | 1月22日  | 日本全国神様シリーズ 「焼き芋の神様」                                                | | 羽鳥慎一（進行） 吉村崇 児嶋一哉 いとうあさこ 小杉竜一 池田美優 |                                                  | [ 44 ]                          |
| 44 |                                                                        | 1月29日  | 長州力 武藤敬司 小峠英二                                                             | 日本全国長州力&武藤敬司の珍道中with小峠英二                                                                         | 羽鳥慎一（進行） 吉村崇 いとうあさこ |                                                  | [ 45 ]                          |
| 44 | IKKO                                                                   | 1月29日  | 日本全国神様シリーズ 「あんこの神様」                                                | | 羽鳥慎一（進行） 吉村崇 いとうあさこ |                                                  | [ 45 ]                          |
| 44 | 大橋和也                                                               | 1月29日  | なにわ男子 大橋和也が取材! 食べログ1位のお店に行ってみたい!                          | | 羽鳥慎一（進行） 吉村崇 いとうあさこ |                                                  | [ 45 ]                          |
| 45 |                                                                        | 2月5日   | 広瀬すず                                                                             | 広瀬すずの人生チャート                                                                                              | 羽鳥慎一（進行） 東野幸治 富田望生 吉村崇 ハリセンボン |                                                  | [ 46 ]                          |
| 45 | みやぞん                                                               | 2月5日   | 日本全国 今夜の晩ごはんを求めて! 港町チャンネル                                      | | 羽鳥慎一（進行） 東野幸治 富田望生 吉村崇 ハリセンボン |                                                  | [ 46 ]                          |
| 45 | 山田涼介                                                               | 2月5日   | あの味を完全再現! 名店レシピ                                                         | | 羽鳥慎一（進行） 東野幸治 富田望生 吉村崇 ハリセンボン |                                                  | [ 46 ]                          |
| 46 |                                                                        | 2月12日  | 氷川きよし                                                                           | 日本全国今夜の晩ごはんを求めて! 港町チャンネル                                                                      | 羽鳥慎一（進行） 吉村崇 いとうあさこ 長谷川忍 | 博多華丸                                         | [ 47 ]                          |
| 46 | 日本全国 新名所チャンネル                                              | 2月12日  |                                                                                      | | 羽鳥慎一（進行） 吉村崇 いとうあさこ 長谷川忍 | 博多華丸                                         | [ 47 ]                          |
| 46 | 風間俊介                                                               | 2月12日  | 日本全国神様チャンネル「こんにゃくの神様」                                           | | 羽鳥慎一（進行） 吉村崇 いとうあさこ 長谷川忍 | 博多華丸                                         | [ 47 ]                          |
| 47 |                                                                        | 2月19日  | もう中学生                                                                           | 日本全国の港町から旬のごちそうとご当地の話題をお取り寄せ「港町チャンネル」                                          | 羽鳥慎一（進行） 吉村崇 いとうあさこ 長谷川忍 |                                                  | [ 48 ]                          |
| 47 | 阿佐ヶ谷姉妹                                                           | 2月19日  | 日本全国神様チャンネル「出し巻き卵の神様」×阿佐ヶ谷姉妹                              | | 羽鳥慎一（進行） 吉村崇 いとうあさこ 長谷川忍 |                                                  | [ 48 ]                          |
| 47 | 福士蒼汰                                                               | 2月19日  | 福士蒼汰の人生チャート                                                               | | 羽鳥慎一（進行） 吉村崇 いとうあさこ 長谷川忍 |                                                  | [ 48 ]                          |
| 48 |                                                                        | 2月26日  | 芳根京子 桜井ユキ                                                                    | 日本全国の港町から旬のごちそうとご当地の話題をお取り寄せ「港町チャンネル」                                          | 羽鳥慎一（進行） 小峠英二 吉村崇 見取り図 |                                                  | [ 49 ]                          |
| 48 | 小杉竜一                                                               | 2月26日  | 日本全国潜入チャンネル                                                               | | 羽鳥慎一（進行） 小峠英二 吉村崇 見取り図 |                                                  | [ 49 ]                          |
| 48 | ジェシー                                                               | 2月26日  | 日本全国神様チャンネル ドローンの神様×ジェシー                                       | | 羽鳥慎一（進行） 小峠英二 吉村崇 見取り図 |                                                  | [ 49 ]                          |
| 49 |                                                                        | 3月5日   | 長州力 武藤敬司                                                                      | 日本全国長州力＆武藤敬司の珍道中                                                                                    | 羽鳥慎一（進行） 小峠英二 吉村崇 池田美優 |                                                  | [ 50 ]                          |
| 49 | 佐藤隆太                                                               | 3月5日   | 日本全国の港町から旬のごちそうとご当地の話題をお取り寄せ「港町チャンネル」           | | 羽鳥慎一（進行） 小峠英二 吉村崇 池田美優 |                                                  | [ 50 ]                          |
| 49 | 桂宮治                                                                 | 3月5日   | あの味を完全再現! 名店レシピ                                                         | | 羽鳥慎一（進行） 小峠英二 吉村崇 池田美優 |                                                  | [ 50 ]                          |
| 50 |                                                                        | 3月12日  | 永瀬廉                                                                               | 日本全国今夜の晩ごはんを求めて! 港町チャンネル!                                                                     | 羽鳥慎一（進行） 長谷川忍 |                                                  | [ 51 ]                          |
| 50 | 小峠英二                                                               | 3月12日  | 日本全国神様チャンネル                                                               | | 羽鳥慎一（進行） 長谷川忍 |                                                  | [ 51 ]                          |
| 50 | ハリセンボン                                                           | 3月12日  | 話題のサイエンススイーツを調査!                                                      | | 羽鳥慎一（進行） 長谷川忍 |                                                  | [ 51 ]                          |
| 51 |                                                                        | 3月19日  | 桝太一                                                                               | 日本全国今夜の晩ごはんを求めて! 港町チャンネル!                                                                     | 小峠英二 ハリセンボン 長谷川忍 |                                                  | [ 52 ]                          |
| 51 | 櫻井翔 羽鳥慎一                                                        | 3月19日  | 日本全国神様チャンネル「焼き鳥の神様」                                               | | 小峠英二 ハリセンボン 長谷川忍 |                                                  | [ 52 ]                          |
| 51 | みやぞん                                                               | 3月19日  | 日本全国神様チャンネル「食材ハンティングの神様」                                     | | 小峠英二 ハリセンボン 長谷川忍 |                                                  | [ 52 ]                          |
| 52 | 春の2時間スペシャル                                                    | 4月16日  | 藤井貴彦                                                                             | 藤井貴彦アナが名店レシピに参戦! 藤井&羽鳥の同期㊙︎トーク㊙︎映像てんこもり!                                            | 羽鳥慎一（進行） 吉村崇 滝沢カレン |                                                  | 2時間SP（21:00 - 22:54）        |
| 52 | 春の2時間スペシャル                                                    | 4月16日  | 長州力 武藤敬司 小峠英二                                                             | 長州力・武藤敬司with小峠英二の珍道中! いざ、お伊勢参りへ！                                                          | 羽鳥慎一（進行） 吉村崇 滝沢カレン |                                                  | 2時間SP（21:00 - 22:54）        |
| 52 | 春の2時間スペシャル                                                    | 4月16日  | ムロツヨシ                                                                           | ムロツヨシが行く! 美しすぎる港町 広島県・鞆の浦へ!                                                                  | 羽鳥慎一（進行） 吉村崇 滝沢カレン |                                                  | 2時間SP（21:00 - 22:54）        |
| 52 | 春の2時間スペシャル                                                    | 4月16日  | 中条あやみ                                                                           | 中条あやみが潜入! 新潟県にいた油揚げ＆とん汁の神様!                                                                 | 羽鳥慎一（進行） 吉村崇 滝沢カレン |                                                  | 2時間SP（21:00 - 22:54）        |
| 52 | 春の2時間スペシャル                                                    | 4月16日  | もう中学生                                                                           | もう中学生が潜入! 日本全国の桜を大迫力で撮影する一大プロジェクト                                                    | 羽鳥慎一（進行） 吉村崇 滝沢カレン |                                                  | 2時間SP（21:00 - 22:54）        |
| 53 |                                                                        | 4月23日  | ジャにのちゃんねる                                                                   | 二宮率いる「ジャにのちゃんねる」が地上波初登場! SHOWチャンネルVSジャにのちゃんねる! 一夜限りのデスマッチ、いざ開催! | 羽鳥慎一（進行） 小峠英二 吉村崇 |                                                  | [ 54 ]                          |
| 53 | 見取り図                                                               | 4月23日  | 日本全国今夜の晩ごはんを求めて! 港町チャンネル!                                      | | 羽鳥慎一（進行） 小峠英二 吉村崇 |                                                  | [ 54 ]                          |
| 54 |                                                                        | 4月30日  | 佐々木希                                                                             | 日本全国今夜の晩ごはんを求めて! 港町チャンネル!                                                                     | 羽鳥慎一（進行） 小峠英二 吉村崇 いとうあさこ 滝沢カレン |                                                  | [ 55 ]                          |
| 54 | ゆず                                                                   | 4月30日  | デビュー25周年! ゆずの人生チャート!                                                  | | 羽鳥慎一（進行） 小峠英二 吉村崇 いとうあさこ 滝沢カレン |                                                  | [ 55 ]                          |
| 54 | 小杉竜一                                                               | 4月30日  | 潜入! 一切忖度なしの評価で話題の雑誌「LDK」編集部                                    | | 羽鳥慎一（進行） 小峠英二 吉村崇 いとうあさこ 滝沢カレン |                                                  | [ 55 ]                          |
| 55 |                                                                        | 5月14日  | YOSHIKI                                                                              | 今夜スペシャル検証! YOSHIKI伝説に迫る!                                                                              | 羽鳥慎一（進行） 小峠英二 吉村崇 |                                                  | [ 56 ]                          |
| 55 | 菊池風磨（Sexy Zone）                                                  | 5月14日  | 菊池風磨が潜入! 細かい悩みを解決し続けて年商40億円越え! 話題の会社の秘密に迫る       | | 羽鳥慎一（進行） 小峠英二 吉村崇 |                                                  | [ 56 ]                          |
| 55 | 飯尾和樹                                                               | 5月14日  | ずん・飯尾が潜入! 日本全国神様チャンネル「町中華の神様」                             | | 羽鳥慎一（進行） 小峠英二 吉村崇 |                                                  | [ 56 ]                          |
| 56 |                                                                        | 5月21日  | 児嶋一哉                                                                             | 日本全国今夜の晩ごはんを求めて! 港町チャンネル!                                                                     | 羽鳥慎一（進行） 小峠英二 吉村崇 ロッチ |                                                  | [ 57 ]                          |
| 56 | みやぞん                                                               | 5月21日  | 潜入! 学生寮シリーズ 米俵1俵が3日で消える鳥取城北高校相撲部                          | | 羽鳥慎一（進行） 小峠英二 吉村崇 ロッチ |                                                  | [ 57 ]                          |
| 56 | 藤森慎吾                                                               | 5月21日  | 潜入! 1本千円ほどの金属の棒を10万円の価値に変える男                                  | | 羽鳥慎一（進行） 小峠英二 吉村崇 ロッチ |                                                  | [ 57 ]                          |
| 57 |                                                                        | 5月28日  | 生田斗真                                                                             | 生田斗真が…日本全国今夜の晩ごはんを求めて! 港町チャンネル!                                                          | 羽鳥慎一（進行） 小峠英二 吉村崇 |                                                  | [ 58 ]                          |
| 57 | 玉木宏                                                                 | 5月28日  | 玉木宏が参戦！親子丼名店の味、再現なるか…!?                                          | | 羽鳥慎一（進行） 小峠英二 吉村崇 |                                                  | [ 58 ]                          |
| 57 | 小杉竜一                                                               | 5月28日  | 日本全国神様チャンネル! ブラマヨ小杉が潜入! 爪切りの神様                             | | 羽鳥慎一（進行） 小峠英二 吉村崇 |                                                  | [ 58 ]                          |
| 58 |                                                                        | 6月11日  | 小峠英二 吉村崇                                                                      | 小峠&吉村が出動! 日本全国今夜の晩ごはんを求めて! 地元飯チャンネル!                                                  | 羽鳥慎一（進行） |                                                  | [ 59 ]                          |
| 58 | 錦鯉                                                                   | 6月11日  | 錦鯉が潜入! セレブの中のセレブしか入れない総額10億円以上が眠る秘密の店               | | 羽鳥慎一（進行） |                                                  | [ 59 ]                          |
| 58 | 松下奈緒                                                               | 6月11日  | 松下奈緒が潜入! 日本全国神様チャンネル「魚屋の神様」                                 | | 羽鳥慎一（進行） |                                                  | [ 59 ]                          |
| 59 |                                                                        | 6月18日  | 芦田愛菜                                                                             | 芦田愛菜が挑戦! あの味を完全再現! 「名店レシピ」                                                                    | 羽鳥慎一（進行） 小峠英二 吉村崇 |                                                  | [ 60 ]                          |
| 59 | 長州力 武藤敬司                                                        | 6月18日  | 日本全国長州・武藤の珍道中in岩手!                                                    | | 羽鳥慎一（進行） 小峠英二 吉村崇 |                                                  | [ 60 ]                          |
| 59 | 長谷川忍                                                               | 6月18日  | シソンヌ長谷川が潜入! 日本全国神様チャンネル「お好み焼きの神様」                     | | 羽鳥慎一（進行） 小峠英二 吉村崇 |                                                  | [ 60 ]                          |
| 60 |                                                                        | 6月25日  | 北川景子                                                                             | 北川景子×麻婆豆腐の名店の味に挑戦! 北川㊙︎情報も!                                                                    | 羽鳥慎一（進行） 小峠英二 吉村崇 |                                                  | [ 61 ]                          |
| 60 | 水卜麻美 市來玲奈                                                      | 6月25日  | 水卜&市來アナが潜入! 日本最大級の豪華客船! 横浜港町チャンネル                        | | 羽鳥慎一（進行） 小峠英二 吉村崇 |                                                  | [ 61 ]                          |
| 60 | 小島よしお                                                             | 6月25日  | 小島よしおが潜入! 年間費用約800万円! 話題の全寮制インターナショナルスクール          | | 羽鳥慎一（進行） 小峠英二 吉村崇 |                                                  | [ 61 ]                          |
| 61 |                                                                        | 7月9日   | 櫻井翔 吉村崇                                                                        | 櫻井局長&吉村崇が行く! 東京神様ツアー                                                                               | 羽鳥慎一（進行） 小峠英二 山﨑賢人 |                                                  | [ 62 ]                          |
| 61 | みやぞん                                                               | 7月9日   | みやぞんが潜入! 31年連続花園に出場している島根県石見智翠館高校ラグビー部             | | 羽鳥慎一（進行） 小峠英二 山﨑賢人 |                                                  | [ 62 ]                          |
| 61 | マヂカルラブリー                                                       | 7月9日   | マヂカルラブリーが潜入! もはやアートに進化してしまっているアレの工場                 | | 羽鳥慎一（進行） 小峠英二 山﨑賢人 |                                                  | [ 62 ]                          |
| 62 |                                                                        | 7月23日  | 永瀬廉 西畑大吾 三浦翔平 満島真之介 小澤征悦                                         | 新日曜ドラマ「新・信長公記」チームと「腹ぺこクイズ」開催!                                                           | 羽鳥慎一（進行） 小峠英二 吉村崇 |                                                  | [ 63 ]                          |
| 62 | 錦鯉                                                                   | 7月23日  | 錦鯉が取材! キャニオニングの神様                                                     | | 羽鳥慎一（進行） 小峠英二 吉村崇 |                                                  | [ 63 ]                          |
| 63 |                                                                        | 7月30日  | 松下洸平                                                                             | 松下洸平が挑戦! あの味を完全再現! 名店レシピ                                                                        | 羽鳥慎一（進行） 小峠英二 吉村崇 |                                                  | [ 64 ]                          |
| 63 | 風間俊介                                                               | 7月30日  | 風間俊介が潜入! 火の粉舞い散るアツアツ祭!                                            | | 羽鳥慎一（進行） 小峠英二 吉村崇 |                                                  | [ 64 ]                          |
| 63 | もう中学生                                                             | 7月30日  | もう中学生の地元飯チャンネル!                                                        | | 羽鳥慎一（進行） 小峠英二 吉村崇 |                                                  | [ 64 ]                          |
| 64 |                                                                        | 8月6日   | 櫻井翔 小峠英二                                                                      | 櫻井&小峠の地元飯食い倒れツアー!                                                                                    | 羽鳥慎一（進行） 吉村崇 飯豊まりえ |                                                  | [ 65 ]                          |
| 64 | 満島ひかり                                                             | 8月6日   | 満島ひかりが挑戦! あの味を完全再現! 名店レシピ                                       | | 羽鳥慎一（進行） 吉村崇 飯豊まりえ |                                                  | [ 65 ]                          |
| 64 | 小杉竜一                                                               | 8月6日   | 小杉竜一が潜入! Amazonの商品ってなんであんなに早く届くの?                            | | 羽鳥慎一（進行） 吉村崇 飯豊まりえ |                                                  | [ 65 ]                          |
| 65 |                                                                        | 8月20日  | 橋本環奈                                                                             | 橋本環奈が挑戦! あの味を完全再現! 名店レシピ                                                                        | 羽鳥慎一（進行） 小峠英二 吉村崇 |                                                  | [ 66 ]                          |
| 65 | 永瀬廉                                                                 | 8月20日  | 永瀬廉の地元飯チャンネル!                                                            | | 羽鳥慎一（進行） 小峠英二 吉村崇 |                                                  | [ 66 ]                          |
| 65 | 菊池風磨（Sexy Zone）                                                  | 8月20日  | 菊池風磨が潜入! 日本全国神様チャンネル「そうめんの神様」                             | | 羽鳥慎一（進行） 小峠英二 吉村崇 |                                                  | [ 66 ]                          |
| 66 |                                                                        | 9月3日   |                                                                                      | 新企画「日本全国ヘッドライン!」                                                                                     | 羽鳥慎一 小峠英二 いとうあさこ 浦野モモ（アシスタント） |                                                  | [ 67 ]                          |
| 66 | 葉加瀬太郎                                                             | 9月3日   | 葉加瀬太郎発! 「釣ってから2週間経った究極の刺し身とは? みやぞんと宮城県で鯛を釣る!」 | | 羽鳥慎一 小峠英二 いとうあさこ 浦野モモ（アシスタント） |                                                  | [ 67 ]                          |
| 66 | 櫻井翔 小峠英二                                                        | 9月3日   | 櫻井&小峠の茨城横断! 地元飯食い倒れツアー!                                           | | 羽鳥慎一 小峠英二 いとうあさこ 浦野モモ（アシスタント） |                                                  | [ 67 ]                          |
| 67 |                                                                        | 9月17日  |                                                                                      | 「日本全国 秋の行楽SPヘッドライン!」                                                                                | 羽鳥慎一 小峠英二 吉村崇 いとうあさこ 林田美学（アシスタント） |                                                  | [ 68 ]                          |
| 67 | ガンバレルーヤ                                                         | 9月17日  | ガンバレルーヤ発! 「秋の果物狩り 一番元が取れるのは何狩りなのか?」                   | | 羽鳥慎一 小峠英二 吉村崇 いとうあさこ 林田美学（アシスタント） |                                                  | [ 68 ]                          |
| 67 | 相葉雅紀 吉高由里子                                                    | 9月17日  | 相葉雅紀&吉高由里子が参戦! 名店キーマカレー作り!                                     | | 羽鳥慎一 小峠英二 吉村崇 いとうあさこ 林田美学（アシスタント） |                                                  | [ 68 ]                          |
| 68 | 行楽の秋に行きたい 10大スポット2時間SP                                 | 10月15日 | 小泉孝太郎                                                                           | 小泉孝太郎が行く! ヘリコプターを横付けして通う各界のVIPが愛するお寿司屋さん                                         | 羽鳥慎一 小峠英二 吉村崇 イモトアヤコ 菊池風磨（Sexy Zone） 小芝風花 滝沢カレン ヒロミ ファーストサマーウイカ 浦野モモ（アシスタント）                                             |                                                  | 生放送 2時間SP（19:56 - 21:54） |
| 68 | 行楽の秋に行きたい 10大スポット2時間SP                                 | 10月15日 | ムロツヨシ 小芝風花 池田エライザ 本多力                                              | 一度は行ってみたい! 食べログ全国1位のお店が大集合「腹ぺこクイズ」                                                   | 羽鳥慎一 小峠英二 吉村崇 イモトアヤコ 菊池風磨（Sexy Zone） 小芝風花 滝沢カレン ヒロミ ファーストサマーウイカ 浦野モモ（アシスタント）                                             |                                                  | 生放送 2時間SP（19:56 - 21:54） |
| 68 | 行楽の秋に行きたい 10大スポット2時間SP                                 | 10月15日 | 櫻井翔 小峠英二                                                                      | 千葉県発! 櫻井&小峠が潜入 各界の大物が通う謎の廃バスレストラン                                                      | 羽鳥慎一 小峠英二 吉村崇 イモトアヤコ 菊池風磨（Sexy Zone） 小芝風花 滝沢カレン ヒロミ ファーストサマーウイカ 浦野モモ（アシスタント）                                             |                                                  | 生放送 2時間SP（19:56 - 21:54） |
| 68 | 行楽の秋に行きたい 10大スポット2時間SP                                 | 10月15日 | 忽滑谷こころ                                                                         | 愛知県発! 開演直前のジブリパーク内から初の生中継!                                                                   | 羽鳥慎一 小峠英二 吉村崇 イモトアヤコ 菊池風磨（Sexy Zone） 小芝風花 滝沢カレン ヒロミ ファーストサマーウイカ 浦野モモ（アシスタント）                                             |                                                  | 生放送 2時間SP（19:56 - 21:54） |
| 68 | 行楽の秋に行きたい 10大スポット2時間SP                                 | 10月15日 | 島根県発！足立美術館の庭園はなぜスゴイ? "日本一の庭園"の謎に迫る!                    | | 羽鳥慎一 小峠英二 吉村崇 イモトアヤコ 菊池風磨（Sexy Zone） 小芝風花 滝沢カレン ヒロミ ファーストサマーウイカ 浦野モモ（アシスタント）                                             |                                                  | 生放送 2時間SP（19:56 - 21:54） |
| 68 | 行楽の秋に行きたい 10大スポット2時間SP                                 | 10月15日 | イモトアヤコ                                                                         | 青森県発! 電気もない電波も届かない! でも人気の旅館の秘密をイモトアヤコが調査!                                       | 羽鳥慎一 小峠英二 吉村崇 イモトアヤコ 菊池風磨（Sexy Zone） 小芝風花 滝沢カレン ヒロミ ファーストサマーウイカ 浦野モモ（アシスタント）                                             |                                                  | 生放送 2時間SP（19:56 - 21:54） |
| 68 | 行楽の秋に行きたい 10大スポット2時間SP                                 | 10月15日 | 照英                                                                                 | 三重県発! 運しだいで夕食のクオリティーが変わる宿から照英が生中継チャレンジ!                                         | 羽鳥慎一 小峠英二 吉村崇 イモトアヤコ 菊池風磨（Sexy Zone） 小芝風花 滝沢カレン ヒロミ ファーストサマーウイカ 浦野モモ（アシスタント）                                             |                                                  | 生放送 2時間SP（19:56 - 21:54） |
| 68 | 行楽の秋に行きたい 10大スポット2時間SP                                 | 10月15日 | 日本全国! 詰め放題特集                                                               | | 羽鳥慎一 小峠英二 吉村崇 イモトアヤコ 菊池風磨（Sexy Zone） 小芝風花 滝沢カレン ヒロミ ファーストサマーウイカ 浦野モモ（アシスタント）                                             |                                                  | 生放送 2時間SP（19:56 - 21:54） |
| 68 | 行楽の秋に行きたい 10大スポット2時間SP                                 | 10月15日 | 福岡県発! 山の上の公園に大行列! おじいちゃんが作るホットドッグ                       | | 羽鳥慎一 小峠英二 吉村崇 イモトアヤコ 菊池風磨（Sexy Zone） 小芝風花 滝沢カレン ヒロミ ファーストサマーウイカ 浦野モモ（アシスタント）                                             |                                                  | 生放送 2時間SP（19:56 - 21:54） |
| 68 | 行楽の秋に行きたい 10大スポット2時間SP                                 | 10月15日 | 東京都発! とにかくウマいがなかなかありつけない! 世界一と噂のルーロー飯               | | 羽鳥慎一 小峠英二 吉村崇 イモトアヤコ 菊池風磨（Sexy Zone） 小芝風花 滝沢カレン ヒロミ ファーストサマーウイカ 浦野モモ（アシスタント）                                             |                                                  | 生放送 2時間SP（19:56 - 21:54） |
| 69 |                                                                        | 10月22日 |                                                                                      | 日本全国ヘッドライン「美味しすぎる食の達人ベスト5!」                                                                | 羽鳥慎一 小峠英二 吉村崇 池田美優 横浜流星 清原果耶 林田美学（アシスタント） |                                                  | [ 70 ]                          |
| 69 | 山形発！スープだけで6t以上! 大鍋で煮る山形の芋煮会に潜入!              | 10月22日 |                                                                                      | | 羽鳥慎一 小峠英二 吉村崇 池田美優 横浜流星 清原果耶 林田美学（アシスタント） |                                                  | [ 70 ]                          |
| 69 | 羽鳥慎一 小峠英二                                                      | 10月22日 | 日本全国ご当地ニュースの旅! 群馬編                                                   | | 羽鳥慎一 小峠英二 吉村崇 池田美優 横浜流星 清原果耶 林田美学（アシスタント） |                                                  | [ 70 ]                          |
| 70 |                                                                        | 10月29日 |                                                                                      | 日本全国ヘッドライン「北関東グルメSP」                                                                              | 羽鳥慎一 小峠英二 吉村崇 滝沢カレン 長嶋一茂 久本雅美 松本若菜 浦野モモ（アシスタント）                                                                                            | もう中学生                                       | [ 71 ]                          |
| 70 | 長嶋一茂発! 秩父にある三峯神社の雲海を見に行ってほしい!                | 10月29日 |                                                                                      | | 羽鳥慎一 小峠英二 吉村崇 滝沢カレン 長嶋一茂 久本雅美 松本若菜 浦野モモ（アシスタント）                                                                                            | もう中学生                                       | [ 71 ]                          |
| 70 | 秋のお出かけニュース! 一度は泊まってみたい日本一に輝いたビジネスホテル | 10月29日 |                                                                                      | | 羽鳥慎一 小峠英二 吉村崇 滝沢カレン 長嶋一茂 久本雅美 松本若菜 浦野モモ（アシスタント）                                                                                            | もう中学生                                       | [ 71 ]                          |
| 71 |                                                                        | 11月12日 |                                                                                      | この秋行きたくなる! 紅葉を10倍楽しむヘッドライン                                                                    | 羽鳥慎一 小峠英二 吉村崇 滝沢カレン 佐々木蔵之介 松村北斗（SixTONES） ヒコロヒー 林田美学（アシスタント）                                                                          | 照英                                             | [ 72 ]                          |
| 71 | 照英                                                                   | 11月12日 | 照英が日本三景・松島から紅葉ライトアップを全力取材!                                  | | 羽鳥慎一 小峠英二 吉村崇 滝沢カレン 佐々木蔵之介 松村北斗（SixTONES） ヒコロヒー 林田美学（アシスタント）                                                                          | 照英                                             | [ 72 ]                          |
| 71 | 滝沢カレン                                                             | 11月12日 | 滝沢カレン発! 今さら人に聞けない「なぜこれが国宝なの?」                              | | 羽鳥慎一 小峠英二 吉村崇 滝沢カレン 佐々木蔵之介 松村北斗（SixTONES） ヒコロヒー 林田美学（アシスタント）                                                                          | 照英                                             | [ 72 ]                          |
| 72 |                                                                        | 11月19日 |                                                                                      | この冬食べたい！日本全国あったか鍋ヘッドライン                                                                      | 羽鳥慎一 小峠英二 吉村崇 滝沢カレン 石原良純 ギャル曽根 ヒコロヒー 浦野モモ（アシスタント）                                                                                        | 中条あやみ                                       | [ 73 ]                          |
| 72 | 小峠英二 吉村崇                                                        | 11月19日 | 小峠&吉村が行く! 日本全国ご当地ニュースの旅! 栃木編                                  | | 羽鳥慎一 小峠英二 吉村崇 滝沢カレン 石原良純 ギャル曽根 ヒコロヒー 浦野モモ（アシスタント）                                                                                        | 中条あやみ                                       | [ 73 ]                          |
| 73 |                                                                        | 11月26日 | 羽鳥慎一                                                                             | 行列の先には何があるのか? スペシャル                                                                                | 羽鳥慎一 いとうあさこ 吉村崇 バカリズム 有村架純 目黒蓮（Sonw Man） 林田美学（アシスタント）                                                                                       |                                                  | [ 74 ]                          |
| 73 | 青森発! 約2万人が押し寄せる日本最大級の朝市                            | 11月26日 |                                                                                      | | 羽鳥慎一 いとうあさこ 吉村崇 バカリズム 有村架純 目黒蓮（Sonw Man） 林田美学（アシスタント）                                                                                       |                                                  | [ 74 ]                          |
| 74 |                                                                        | 12月17日 |                                                                                      | 今めちゃくちゃ売れてるモノSP                                                                                        | 羽鳥慎一 小峠英二 吉村崇 いとうあさこ 池田美優 桐谷健太 生田絵梨花 イモトアヤコ 浦野モモ（アシスタント）                                                                           |                                                  | [ 75 ]                          |
| 74 | イモトアヤコ                                                           | 12月17日 | イモトアヤコのご当地ニュースの旅in山梨                                               | | 羽鳥慎一 小峠英二 吉村崇 いとうあさこ 池田美優 桐谷健太 生田絵梨花 イモトアヤコ 浦野モモ（アシスタント）                                                                           |                                                  | [ 75 ]                          |
| 75 | クリスマス2時間SP                                                      | 12月24日 |                                                                                      | 令和のアイドルアニマル                                                                                              | 羽鳥慎一 いとうあさこ 小峠英二 吉村崇 ヒロミ 森星 遠藤憲一 ガンバレルーヤ ファーストサマーウイカ 大西流星（なにわ男子） 道枝駿佑（なにわ男子） 宮﨑あおい 林田美学（アシスタント） | 大西流星（なにわ男子） 道枝駿佑（なにわ男子）    | 生放送 2時間SP（21:00 - 22:54） |
| 75 | クリスマス2時間SP                                                      | 12月24日 |                                                                                      | 話題の食べ放題で元は取れるのか                                                                                      | 羽鳥慎一 いとうあさこ 小峠英二 吉村崇 ヒロミ 森星 遠藤憲一 ガンバレルーヤ ファーストサマーウイカ 大西流星（なにわ男子） 道枝駿佑（なにわ男子） 宮﨑あおい 林田美学（アシスタント） | ガンバレルーヤ                                   | 生放送 2時間SP（21:00 - 22:54） |
| 75 | クリスマス2時間SP                                                      | 12月24日 |                                                                                      | 評判のユタに占ってもらいたい                                                                                        | 羽鳥慎一 いとうあさこ 小峠英二 吉村崇 ヒロミ 森星 遠藤憲一 ガンバレルーヤ ファーストサマーウイカ 大西流星（なにわ男子） 道枝駿佑（なにわ男子） 宮﨑あおい 林田美学（アシスタント） | ファーストサマーウイカ 福田麻貴（3時のヒロイン） | 生放送 2時間SP（21:00 - 22:54） |
| 75 | クリスマス2時間SP                                                      | 12月24日 | 遠藤憲一                                                                             | 遠藤憲一新幹線折り返し整                                                                                            | 羽鳥慎一 いとうあさこ 小峠英二 吉村崇 ヒロミ 森星 遠藤憲一 ガンバレルーヤ ファーストサマーウイカ 大西流星（なにわ男子） 道枝駿佑（なにわ男子） 宮﨑あおい 林田美学（アシスタント） |                                                  | 生放送 2時間SP（21:00 - 22:54） |
| 75 | クリスマス2時間SP                                                      | 12月24日 |                                                                                      | 大人気ケーキチェーン工場に潜入                                                                                      | 羽鳥慎一 いとうあさこ 小峠英二 吉村崇 ヒロミ 森星 遠藤憲一 ガンバレルーヤ ファーストサマーウイカ 大西流星（なにわ男子） 道枝駿佑（なにわ男子） 宮﨑あおい 林田美学（アシスタント） | 照英                                             | 生放送 2時間SP（21:00 - 22:54） |
| 75 | クリスマス2時間SP                                                      | 12月24日 | 浜口京子                                                                             | 浜口京子 飛鳥IIクリスマスクルーズ                                                                                   | 羽鳥慎一 いとうあさこ 小峠英二 吉村崇 ヒロミ 森星 遠藤憲一 ガンバレルーヤ ファーストサマーウイカ 大西流星（なにわ男子） 道枝駿佑（なにわ男子） 宮﨑あおい 林田美学（アシスタント） |                                                  | 生放送 2時間SP（21:00 - 22:54） |
| 75 | クリスマス2時間SP                                                      | 12月24日 |                                                                                      | 日本全国道の駅グルメ大集合! 腹ペコクイズ                                                                            | 羽鳥慎一 いとうあさこ 小峠英二 吉村崇 ヒロミ 森星 遠藤憲一 ガンバレルーヤ ファーストサマーウイカ 大西流星（なにわ男子） 道枝駿佑（なにわ男子） 宮﨑あおい 林田美学（アシスタント） | 羽鳥慎一 吉村崇 櫻井翔 千鳥、かまいたち          | 生放送 2時間SP（21:00 - 22:54） |

### 2023年放送分
| 回 | サブタイトル                                        | 放送日  | 企画者・企画ゲスト                                | 放送内容                                                                                              | スタジオゲスト | VTRゲスト                                                                 | 備考                            |
| -- | --------------------------------------------------- | ------- | ------------------------------------------------- | --- | --- | ------------------------------------------------------------------------- | ------------------------------- |
| 76 | SHOWチャンネル×大病院占拠+合体SP                    | 1月14日 |                                                   | スゴ技連発 真冬の達人スペシャル ベスト5                                                               | 羽鳥慎一 いとうあさこ 小峠英二 吉村崇 白洲迅 平山浩行 ソニン 阿部亮平（Snow Man） 深澤辰哉（Snow Man） 浦野モモ（アシスタント）                                               | 忽滑谷こころ（日本テレビアナウンサー） 小髙茉緒（日本テレビアナウンサー） | [ 77 ]                          |
| 76 | SHOWチャンネル×大病院占拠+合体SP                    | 1月14日 |                                                   | 潜入！ドラマ「大病院占拠」達人ツアー                                                                  | 羽鳥慎一 いとうあさこ 小峠英二 吉村崇 白洲迅 平山浩行 ソニン 阿部亮平（Snow Man） 深澤辰哉（Snow Man） 浦野モモ（アシスタント）                                               | 櫻井翔                                                                    | [ 77 ]                          |
| 77 |                                                     | 1月24日 |                                                   | 日本全国ヘッドライン「雪国のごちそうスペシャル」                                                      | 羽鳥慎一 いとうあさこ 小峠英二 吉村崇 滝沢カレン 浜辺美波 長谷川雅紀（錦鯉） 渡辺隆（錦鯉） 林田美学（アシスタント）                                                          |                                                                           | [ 78 ]                          |
| 77 |                                                     | 1月24日 | 鹿児島県 指宿 39連続「部屋食」日本一の宿          | 羽鳥慎一 小峠英二                                                                                     | 羽鳥慎一 いとうあさこ 小峠英二 吉村崇 滝沢カレン 浜辺美波 長谷川雅紀（錦鯉） 渡辺隆（錦鯉） 林田美学（アシスタント）                                                          |                                                                           | [ 78 ]                          |
| 78 |                                                     | 1月28日 |                                                   | 日本全国ヘッドライン「行列の先に何があるんだ?SP」                                                     | 羽鳥慎一 小峠英二 吉村崇 滝沢カレン 北村匠海 中川大志 王林 長谷川雅紀（錦鯉） 渡辺隆（錦鯉） 林田美学（アシスタント）                                                         |                                                                           | [ 79 ]                          |
| 78 |                                                     | 1月28日 | 日本全国ご当地ニュースの旅! 北海道編              | 長谷川雅紀（錦鯉） 渡辺隆（錦鯉）                                                                     | 羽鳥慎一 小峠英二 吉村崇 滝沢カレン 北村匠海 中川大志 王林 長谷川雅紀（錦鯉） 渡辺隆（錦鯉） 林田美学（アシスタント）                                                         |                                                                           | [ 79 ]                          |
| 79 | バレンタイン直前! 話題のスイーツ最前線SP            | 2月11日 |                                                   | 日本全国ヘッドライン「話題のスイーツ最前線SP」                                                        | 羽鳥慎一 小峠英二 いとうあさこ 吉村崇 今田耕司 中島裕翔（Hey!Say!JUMP） 奈緒 アンミカ 浦野モモ（アシスタント）                                                                | 小峠英二 吉村崇                                                           | [ 80 ]                          |
| 79 | バレンタイン直前! 話題のスイーツ最前線SP            | 2月11日 |                                                   | さっぽろ雪まつり                                                                                      | 羽鳥慎一 小峠英二 いとうあさこ 吉村崇 今田耕司 中島裕翔（Hey!Say!JUMP） 奈緒 アンミカ 浦野モモ（アシスタント）                                                                | 照英                                                                      | [ 80 ]                          |
| 80 |                                                     | 2月18日 |                                                   | 日本全国ヘッドライン「食の激戦区SP」                                                                  | 羽鳥慎一 小峠英二 吉村崇 比嘉愛未 アンミカ ファーストサマーウイカ 林田美学（アシスタント）                                                                                    | ハンバーグ師匠（井戸田潤） 横澤夏子                                       | [ 81 ]                          |
| 81 |                                                     | 2月25日 |                                                   | 日本全国ヘッドライン「行列の先には何があるのか?」                                                     | 羽鳥慎一 いとうあさこ 小峠英二 吉村崇 阿部サダヲ 玉森裕太（Kis-My-Ft2） 大西流星（なにわ男子） 道枝駿佑（なにわ男子） 朝日奈央 SAKURA（LE SSERAFIM） 浦野モモ（アシスタント） |                                                                           | [ 82 ]                          |
| 81 |                                                     | 2月25日 | 大西流星（なにわ男子） 道枝駿佑（なにわ男子）     | | 羽鳥慎一 いとうあさこ 小峠英二 吉村崇 阿部サダヲ 玉森裕太（Kis-My-Ft2） 大西流星（なにわ男子） 道枝駿佑（なにわ男子） 朝日奈央 SAKURA（LE SSERAFIM） 浦野モモ（アシスタント） |                                                                           | [ 82 ]                          |
| 82 |                                                     | 3月4日  |                                                   | 日本全国ヘッドライン「道の駅」                                                                        | 羽鳥慎一 いとうあさこ 小峠英二 吉村崇 目黒蓮（Sonw Man） 林田美学（アシスタント）                                                                                             | U字工事                                                                   | [ 83 ]                          |
| 82 |                                                     | 3月4日  | 大人気の寝台列車に乗ってみたい                    | ガンバレルーヤ                                                                                        | 羽鳥慎一 いとうあさこ 小峠英二 吉村崇 目黒蓮（Sonw Man） 林田美学（アシスタント）                                                                                             |                                                                           | [ 83 ]                          |
| 83 |                                                     | 3月11日 |                                                   | 日本全国ヘッドライン「お取り寄せ」                                                                    | 羽鳥慎一 いとうあさこ 小峠英二 吉村崇 福田麻貴（3時のヒロイン） かなで（3時のヒロイン） 藤木直人 矢田亜希子 浦野モモ（アシスタント）                                          | 高橋真麻 寺田心                                                           | [ 84 ]                          |
| 84 |                                                     | 3月18日 |                                                   | 日本全国ヘッドライン「キッチングッズ」                                                                | 羽鳥慎一 いとうあさこ 小峠英二 吉村崇 滝沢カレン 池田美優 長澤まさみ 林田美学（アシスタント）                                                                                 | いとうあさこ                                                              | [ 85 ]                          |
| 85 | 日本全国ヘッドライン「春のお出かけ」2時間スペシャル | 3月25日 |                                                   | アイドルアニマル                                                                                      | 羽鳥慎一 いとうあさこ 吉村崇 ヒロミ 渋谷凪咲（NMB48） アンミカ 馬瓜エブリン 滝沢カレン 大橋和也（なにわ男子） 西畑大吾（なにわ男子） 広瀬すず 浦野モモ（アシスタント）        | 大橋和也 西畑大吾                                                         | 生放送 2時間SP（21:00 - 22:54） |
| 85 | 日本全国ヘッドライン「春のお出かけ」2時間スペシャル | 3月25日 |                                                   | プレミアム民宿                                                                                        | 羽鳥慎一 いとうあさこ 吉村崇 ヒロミ 渋谷凪咲（NMB48） アンミカ 馬瓜エブリン 滝沢カレン 大橋和也（なにわ男子） 西畑大吾（なにわ男子） 広瀬すず 浦野モモ（アシスタント）        | 櫻井翔                                                                    | 生放送 2時間SP（21:00 - 22:54） |
| 85 | 日本全国ヘッドライン「春のお出かけ」2時間スペシャル | 3月25日 |                                                   | 夜のいちご狩り                                                                                        | 羽鳥慎一 いとうあさこ 吉村崇 ヒロミ 渋谷凪咲（NMB48） アンミカ 馬瓜エブリン 滝沢カレン 大橋和也（なにわ男子） 西畑大吾（なにわ男子） 広瀬すず 浦野モモ（アシスタント）        | 照英                                                                      | 生放送 2時間SP（21:00 - 22:54） |
| 85 | 日本全国ヘッドライン「春のお出かけ」2時間スペシャル | 3月25日 |                                                   | 超豪華バスツアー                                                                                      | 羽鳥慎一 いとうあさこ 吉村崇 ヒロミ 渋谷凪咲（NMB48） アンミカ 馬瓜エブリン 滝沢カレン 大橋和也（なにわ男子） 西畑大吾（なにわ男子） 広瀬すず 浦野モモ（アシスタント）        | いとうあさこ イモトアヤコ                                                 | 生放送 2時間SP（21:00 - 22:54） |
| 85 | 日本全国ヘッドライン「春のお出かけ」2時間スペシャル | 3月25日 |                                                   | プレミアム民宿part2                                                                                   | 羽鳥慎一 いとうあさこ 吉村崇 ヒロミ 渋谷凪咲（NMB48） アンミカ 馬瓜エブリン 滝沢カレン 大橋和也（なにわ男子） 西畑大吾（なにわ男子） 広瀬すず 浦野モモ（アシスタント）        | アンミカ軍団                                                              | 生放送 2時間SP（21:00 - 22:54） |
| 85 | 日本全国ヘッドライン「春のお出かけ」2時間スペシャル | 3月25日 |                                                   | ケンヤッキーフライドチキンの食べ放題                                                                  | 羽鳥慎一 いとうあさこ 吉村崇 ヒロミ 渋谷凪咲（NMB48） アンミカ 馬瓜エブリン 滝沢カレン 大橋和也（なにわ男子） 西畑大吾（なにわ男子） 広瀬すず 浦野モモ（アシスタント）        | ガンバレルーヤ                                                            | 生放送 2時間SP（21:00 - 22:54） |
| 85 | 日本全国ヘッドライン「春のお出かけ」2時間スペシャル | 3月25日 |                                                   | 行列の先には何があるか?クイズ                                                                         | 羽鳥慎一 いとうあさこ 吉村崇 ヒロミ 渋谷凪咲（NMB48） アンミカ 馬瓜エブリン 滝沢カレン 大橋和也（なにわ男子） 西畑大吾（なにわ男子） 広瀬すず 浦野モモ（アシスタント）        | 吉村崇 ネメシス                                                           | 生放送 2時間SP（21:00 - 22:54） |
| 86 |                                                     | 4月15日 |                                                   | 日本全国ヘッドライン「お得すぎるプレミアム民宿」                                                      | 羽鳥慎一 池田美優 小峠英二 吉村崇 沢村一樹 春風亭一之輔 川田裕美 風間俊介 岩田絵里奈（アシスタント）                                                                          |                                                                           | [ 87 ]                          |
| 86 |                                                     | 4月15日 | 日本一予約が取れない!? 箱根の宿に潜入!            | 羽鳥慎一 小峠英二                                                                                     | 羽鳥慎一 池田美優 小峠英二 吉村崇 沢村一樹 春風亭一之輔 川田裕美 風間俊介 岩田絵里奈（アシスタント）                                                                          |                                                                           | [ 87 ]                          |
| 87 |                                                     | 4月22日 |                                                   | 超多趣味なヒロミ×超無趣味な櫻井が行く 大人の遊び100科目                                               | 羽鳥慎一 小峠英二 吉村崇 いとうあさこ 池田美優 ヒロミ 坂口健太郎 白山乃愛 西野七瀬 岩田絵里奈（アシスタント）                                                                 | ヒロミ、櫻井翔                                                            | [ 88 ]                          |
| 87 |                                                     | 4月22日 | 日本全国ヘッドライン「話題の立ち食いグルメSP」    | 吉村崇                                                                                                | 羽鳥慎一 小峠英二 吉村崇 いとうあさこ 池田美優 ヒロミ 坂口健太郎 白山乃愛 西野七瀬 岩田絵里奈（アシスタント）                                                                 |                                                                           | [ 88 ]                          |
| 88 |                                                     | 4月29日 |                                                   | 日本全国ヘッドライン「話題の立ち食いグルメSP」超多趣味なヒロミ×超無趣味な櫻井が行く 大人の遊び100科目 | 羽鳥慎一 小峠英二 吉村崇 滝沢カレン 大西流星（なにわ男子） 道枝駿佑（なにわ男子） 小泉孝太郎 菜々緒 岩田絵里奈（アシスタント）                                                |                                                                           | [ 89 ]                          |
| 88 |                                                     | 4月29日 | 豪華寝台列車 第2弾                                | 大西流星（なにわ男子） 道枝駿佑（なにわ男子）                                                         | 羽鳥慎一 小峠英二 吉村崇 滝沢カレン 大西流星（なにわ男子） 道枝駿佑（なにわ男子） 小泉孝太郎 菜々緒 岩田絵里奈（アシスタント）                                                |                                                                           | [ 89 ]                          |
| 89 |                                                     | 5月13日 |                                                   | 日本全国ヘッドライン「行列の先には何があるのか? スペシャル 第4弾」                                    | 羽鳥慎一 小峠英二 吉村崇 滝沢カレン 大西流星（なにわ男子） 道枝駿佑（なにわ男子） 広末涼子 鈴木亜美 後藤真希 岩田絵里奈（アシスタント）                                       | 大西流星（なにわ男子） 道枝駿佑（なにわ男子） 羽鳥慎一 小峠英二           | [ 90 ]                          |
| 89 |                                                     | 5月13日 | どれだけ食べたら元が取れる?                       | 鈴木亜美 後藤真希                                                                                     | 羽鳥慎一 小峠英二 吉村崇 滝沢カレン 大西流星（なにわ男子） 道枝駿佑（なにわ男子） 広末涼子 鈴木亜美 後藤真希 岩田絵里奈（アシスタント）                                       |                                                                           | [ 90 ]                          |
| 90 |                                                     | 5月27日 |                                                   | 日本全国ヘッドライン「行列の先には何があるのか? スペシャル 第5弾」                                    | 羽鳥慎一 小峠英二 吉村崇 いとうあさこ 斉藤慎二（ジャングルポケット） 池田美優 坂本花織 菊池風磨 アンミカ 岩田絵里奈（アシスタント）                                           |                                                                           | [ 91 ]                          |
| 90 |                                                     | 5月27日 | 今爆売れ中の防犯グッズであさこの家を守れ!         | いとうあさこ たくや（ザ・たっち） かずや（ザ・たっち）                                                | 羽鳥慎一 小峠英二 吉村崇 いとうあさこ 斉藤慎二（ジャングルポケット） 池田美優 坂本花織 菊池風磨 アンミカ 岩田絵里奈（アシスタント）                                           |                                                                           | [ 91 ]                          |
| 91 |                                                     | 6月3日  |                                                   | 一度は行きたい! 関東道の駅スペシャル                                                                  | 羽鳥慎一 小峠英二 吉村崇 いとうあさこ 斉藤慎二（ジャングルポケット） ファーストサマーウイカ 芳根京子 ともさかりえ 神田愛花 岩田絵里奈（アシスタント）                         |                                                                           | [ 92 ]                          |
| 91 |                                                     | 6月3日  | 食べ放題 どんだけ食べれば元が取れるのか? シーリズ | 小峠英二 吉村崇                                                                                       | 羽鳥慎一 小峠英二 吉村崇 いとうあさこ 斉藤慎二（ジャングルポケット） ファーストサマーウイカ 芳根京子 ともさかりえ 神田愛花 岩田絵里奈（アシスタント）                         |                                                                           | [ 92 ]                          |
| 92 |                                                     | 6月10日 |                                                   | 日本全国ヘッドライン「今食べておきべき 最新スイーツSP」                                               | 羽鳥慎一 小峠英二 吉村崇 滝沢カレン 福士蒼汰 永瀬廉（King & Prince） 田辺智加（ぼる塾） 岩田絵里奈（アシスタント）                                                            |                                                                           | [ 93 ]                          |
| 92 |                                                     | 6月10日 | 大人の社会科見学ツアー 日本銀行・最高裁判所 編    | 羽鳥慎一 吉村崇                                                                                       | 羽鳥慎一 小峠英二 吉村崇 滝沢カレン 福士蒼汰 永瀬廉（King & Prince） 田辺智加（ぼる塾） 岩田絵里奈（アシスタント）                                                            |                                                                           | [ 93 ]                          |